# Batalla de Palma
La Batalla de Palma es una batalla en curso por el control de la ciudad de Palma en Mozambique, entre las Fuerzas Armadas de Defensa de Mozambique, otras fuerzas de seguridad de Mozambique y contratistas militares privados y rebeldes islamistas. La batalla es parte de la insurgencia en Cabo Delgado, que comenzó en 2017 y ha resultado en la muerte de miles de personas, principalmente civiles locales.

## Antecedentes
A principios de marzo de 2021, los rebeldes islamistas habían comenzado a asediar la ciudad de Palma. Los rebeldes decapitaron a civiles de las aldeas cercanas, así como a refugiados que intentaban huir de la ciudad. El 7 de marzo, los rebeldes tomaron el puesto fronterizo de Nonje en la frontera con Tanzania en el río Ruvuma, aislando a Palma del resto de Mozambique. Los civiles que se quedaron en Palma se enfrentaron al hambre. La analista de ACLED, Jasmine Opperman, argumentó que se esperaba un asalto a Palma y que los expertos en seguridad habían advertido a las embajadas extranjeras y al gobierno de Mozambique que los militantes estaban planeando un ataque, solo para ser ignorados. Opperman tuiteó más tarde: "Por qué, en nombre de Dios, no se tomó ninguna medida en respuesta a la inteligencia de alerta temprana. Es una vergüenza".
La identidad exacta de los insurgentes en Palma no está clara. Un rebelde se identificó como miembro de "al-Shabab", un nombre local del grupo Ansar al-Sunna.  Sin embargo, otros informes afirmaron que los atacantes fueron identificados como pertenecientes a la provincia de África Central del Estado Islámico (IS-CAP). La relación entre Ansar al-Sunna, conocido por una variedad de nombres, e IS-CAP es generalmente poco clara. Los expertos sospechan que partes o la totalidad de Ansar al-Sunna se han unido al IS-CAP, pero que el comando central del ISIL casi no ejerce control sobre sus afiliados mozambiqueños. El EIIL ha asumido la responsabilidad de un número relativamente pequeño de ataques en Mozambique, en comparación con la insurgencia en general, pero ha afirmado su participación en las operaciones rebeldes más importantes. A finales de 2020, las tropas de IS-CAP ya capturaron la ciudad de Mocímboa da Praia durante una ofensiva. Fuentes de seguridad afirmaron que los rebeldes de Palma estaban bien organizados y vestían uniformes.
El Estado Islámico de Irak y el Levante (EIIL) y su afiliada IS-CAP se atribuyeron posteriormente la responsabilidad del ataque a Palma a través de la agencia de noticias Amaq .

## Batalla

### Ataque inicial y emboscada al Hotel Amarula
El 24 de marzo, más de 100 militantes, divididos en dos grupos, irrumpieron y asaltaron la ciudad de Palma y llevaron a cabo ataques terroristas coordinados en diferentes lugares. Las comisarías de policía y los puestos de control fueron atacados inicialmente y luego utilizaron explosivos para irrumpir en los bancos, que robaron. Los barrios residenciales también fueron atacados, lo que provocó la muerte de varios civiles locales. También se disparó a personas en las calles, y algunas de las víctimas fueron decapitadas. El asalto ocurrió cuando el gigante energético francés Total SE reanudó el trabajo en el sitio. Al parecer, el ataque fue planeado de antemano. Un proyecto de gas fue atacado, matando tanto a trabajadores locales como extranjeros. Unos 200 sobrevivientes escaparon del lugar y se refugiaron en el Hotel Amarula. Los militantes también atacaron el hotel, matando a algunas personas en la entrada. Unos 20 se refugiaron en el Hotel Bonatti. Tan pronto como los rebeldes asumieron cierto control sobre Palma, más de 100 militantes reforzaron la ciudad, bloquearon las calles dentro de la ciudad y capturaron pueblos alrededor de Palma.
Para ayudar a las defensas de la ciudad, las Fuerzas Armadas de Defensa de Mozambique (FADM) enviaron tres helicópteros, a saber, dos Mil Mi-24, piloteados por mercenarios afiliados al Paramount Group, y un Mil Mi-17. Se suponía que estos aviones ayudarían a los civiles atrapados. Sin embargo, la Fuerza Aérea de Mozambique se retiró en circunstancias poco claras. Según "algunas fuentes de seguridad", todos los helicópteros de las FADM se retiraron después de que uno de ellos resultara dañado por el fuego de armas pequeñas. Otras fuentes de seguridad afirmaron que el Mil Mi-17 fue derribado por un Mil Mi-24 después de que los insurgentes se hubieran apoderado del primero.  A continuación, el Grupo Asesor Dyck (DAG), una empresa de seguridad privada sudafricana que trabaja para Mozambique,  utilizó tres helicópteros ligeros para atacar a los insurgentes y ayudar a los civiles.  Sin embargo, tuvieron que retirarse después de que se quedaron sin combustible a fines del 25 de marzo a principios del 26 de marzo. Los mercenarios sudafricanos les dijeron a los del hotel Amarula que solo podían intentar ayudarlos de nuevo al día siguiente,  y que debían quedarse quietos, ya que los rebeldes posiblemente estaban al acecho para emboscar a cualquiera que huyera.  Una unidad cercana del ejército mozambiqueño de 1.100 soldados no ayudó a los sitiados en Palma, porque no quería debilitar su propia posición fortificada en Afungi, mientras que Total SE se negó a repostar los helicópteros del DAG para que no pudieran regresar directamente a Palma.
A fines del 26 de marzo, los que estaban en el hotel Amarula decidieron intentar una fuga, ya que parecía que no llegaban más ayuda de las fuerzas gubernamentales. Los rebeldes atacaron el hotel con morteros para entonces.  Un grupo de 20 no se unió a este intento y optó por quedarse.  Con la ayuda de algunas fuerzas de seguridad, unos 180 supervivientes del hotel huyeron con el convoy de 17 vehículos. Sin embargo, solo siete vehículos lograron escapar del lugar, mientras que los otros diez vehículos fueron atacados, con sus ocupantes asesinados y otros heridos y capturados. Más de 40 personas murieron durante el asalto del convoy, pero hasta ahora solo se recuperaron siete cuerpos, ya que los vehículos fueron secuestrados por los atacantes. Según Pinnacle News, al menos 21 soldados mozambiqueños murieron durante la operación.  Un hombre sudafricano, Adrian Nel que conducía uno de los vehículos de los convoyes y un contratista británico son confirmados muertos durante los ataques, con otros extranjeros sospechosos muertos. Se confirma que un ciudadano portugués resultó herido tras recibir un disparo y fue rescatado junto a dos trabajadores de Irlanda y Nueva Zelanda.
Aquellos que lograron romper las líneas rebeldes llegaron a la playa. Allí, los helicópteros sudafricanos DAG pudieron evacuarlos el 27 de marzo. Los mercenarios también salvaron al grupo que se había quedado en el Hotel Amarula. Algunas personas lograron huir de Palma en botes. Los helicópteros DAG continuaron moviéndose por la ciudad, tratando de localizar y rescatar a los sobrevivientes. Mientras tanto, los rebeldes habían comenzado a saquear y devastar la ciudad, incendiando muchos edificios, incluidos los hoteles y una clínica, y destruyendo alrededor de dos tercios de la infraestructura. Más tarde ese mismo día, fuentes de seguridad afirmaron que los militantes se habían hecho con el control de la ciudad, aunque todavía se producían enfrentamientos alrededor de Palma. Los insurgentes, que para entonces sumaban más de 300, también habían cortado cuatro hoteles más en Palma donde los trabajadores extranjeros aún resistían.

### Evacuación naval y contraataque del gobierno
Desde el 27 de marzo, los civiles atrapados en Palma fueron evacuados en barcos. Varios barcos llegaron a Palma en un intento de ayudar a los varados en la playa.  El buque de pasajeros Sea Star tomó a unos 1.400 refugiados a bordo y los llevó a un lugar seguro en Pemba el 28 de marzo. Los que huyen han utilizado todos los buques disponibles, incluidos "buques de carga, buques de pasaje, remolcadores y botes de recreo". Un superviviente afirmó que la evacuación fue organizada principalmente por "proveedores y empresas locales", mientras que otros países y las empresas más grandes habían dejado a los civiles a su suerte. Los rebeldes atacaron activamente a los barcos que huían con armas pequeñas y morteros, lo que obligó a algunos a interrumpir las operaciones de rescate.  Se estima que 35.000 civiles han sido desplazados durante la batalla, buscando refugio en pueblos y ciudades vecinas. Varios habían huido a los bosques y manglares cercanos, mientras que otros lograron escapar hacia el norte a través de la frontera con Tanzania.
| Este no es un montón de jóvenes desorganizados. Esta es una fuerza entrenada y decidida que ha capturado y controlado una ciudad y ahora está sosteniendo una batalla por un centro muy estratégico.——Analista de inteligencia anónimo acerca de la batalla. |

A finales del 28 de marzo, las unidades del ejército, la marina, la fuerza aérea y las fuerzas especiales de las FADM, apoyadas por el DAG y la empresa de seguridad Control Risks lanzaron una operación para retomar Palma, pero los rebeldes Inicialmente logró aferrarse a la mayor parte de la ciudad, incluido el puerto.  Sin embargo, los rebeldes retiraron a algunas de las tropas al monte, lo que facilitó las evacuaciones.  Para entonces, entre 6.000 y 10.000 refugiados seguían esperando la evacuación en las playas de Palma. Miles más resistían en Afungi, donde se ubicaba el proyecto Total SE; este último no había caído en manos de los rebeldes, aunque Total SE había evacuado a la mayoría de sus empleados del lugar. Mientras tanto, soldados y policías acordonaron la zona de desembarco de los barcos en Pemba, restringiendo el acceso a los refugiados.
El 29 de marzo, ISIL afirmó oficialmente que sus tropas habían capturado Palma, mientras que FADM afirmó haber retomado la ciuda. Sin embargo, los combates continuaron "en los bolsillos [...] de la ciudad" entre los rebeldes y el ejército, la policía y los mercenarios, con informes de cadáveres decapitados esparcidos por las calles. Según el director del DAG, Lionel Dyck, sus fuerzas aerotransportadas se enfrentaron a "varios grupos pequeños y [...] un grupo bastante grande" de insurgentes. Dyck evaluó que sería difícil para el gobierno retomar la ciudad, y un experto en seguridad también argumentó que Palma fue un "cambio de juego", ya que los rebeldes demostraron estar mucho mejor entrenados, armados y organizados que nunc. El 30 de marzo continuaban en Palma los "enfrentamientos esporádicos". Aproximadamente 5.000 civiles se habían refugiado alrededor de un faro en la península de Afungi, donde se basaba el proyecto Total SE. Según los informes, la empresa proporcionó alimentos y agua a estos refugiado.

## Impacto
La batalla amenazó los planes del gobierno de Mozambique para extraer las importantes reservas de gas natural licuado (GNL) de Cabo Delgado. En particular, Total SE había hecho que su trabajo en el complejo de Afungi dependiera de la capacidad del gobierno para mantener un perímetro de seguridad de 25 kilómetros alrededor de Afungi. Como este perímetro había incluido Palma, Total SE anunció que abandonaría las obras en el sitio debido a la rebelión.
Tras el ataque, Mozambique y Portugal finalizaron rápidamente los planes existentes para una misión de entrenamiento para apoyar a las FADM.

### Damnificados
Por primera vez durante la insurgencia, los rebeldes "atacaron deliberadamente a los trabajadores extranjeros". En su publicación sobre la batalla, ISIL se jactó de que su operación "resultó en la muerte de 55 fuerzas y cristianos mozambiqueños, incluidos contratistas de fuera del país".